# Paolo Rotta
Paolo Rotta (Milano, 1832 – Milano, 14 aprile 1911) è stato un presbitero e storico italiano.

## Biografia
Fu autore di varie pubblicazioni relative alle chiese di Milano fra le quali il celebre Passeggiate storiche, ossia Le chiese di Milano dalla loro origine fino al presente del 1891. Si adoperò in particolar modo per il restauro delle antiche basiliche della città sulle quali, nel 1881, scrisse il volume Sulle sette antiche basiliche stazionali di Milano: cenni storici ed illustrativi. Fu, insieme all'ingegner Andrea Pirovano Visconti, protagonista del salvataggio della Basilica di San Vincenzo in Prato che venne restaurata e riconsacrata negli anni 1880-1890.
Al sacerdote la città di Milano ha intitolato la via Paolo Rotta nei pressi dell'Ospedale di Niguarda.

## Opere principali
- Passeggiate storiche, ossia Le chiese di Milano dalla loro origine fino al presente, Milano, 1891, Tipografia del Riformatorio Patronato.
- Sulle sette antiche basiliche stazionali di Milano: cenni storici ed illustrativi, Milano, 1881, Tipografia del Riformatorio Patronato.
- Cronaca annuale dei ristauri e delle scoperte della basilica di s. Eustorgio in Milano, dall'anno 1862 in avanti: con Appendice sui fasti memorandi della basilica, Milano, 1886, Tipografia del Riformatorio Patronato.
- Cenni illustrativi intorno all'antica basilica di S. Vincenzo in Prato in Milano, Milano, 1880, Tipografia Alessandro Lombardi.
- Gite e rilievi storici archeologici nei dintorni di Milano, paesi e città limitrofe, Milano, 1895[5]